# Ligat ha'Al (baloncesto) 2018-19
La Ligat ha'Al 2018-19 fue la edición número 65 de la Ligat ha'Al, la máxima competición de baloncesto de Israel. Los ocho mejor clasificados accedieron a los playoffs, mientras que el último, Bnei Herzliya, descendió a la Liga Leumit. El campeón fue el Maccabi Tel Aviv, que lograba su título número 53.

## Equipos Temporada 2018/19
El Hapoel Be'er Sheva B.C. ascendió a la máxima categoría desde la Liga Leumit tras barrer en las finales al Maccabi Kiryat Gat por 3-0. Por otro lado, el Maccabi Haifa descendió tras acabar en última posición la temporada anterior.
| Equipo                | Ciudad        | Estadio                | Capacidad |
| --------------------- | ------------- | ---------------------- | --------- |
| Bnei Herzliya         | Herzliya      | HaYovel Herzliya       | 1,500     |
| Hapoel Be'er Sheva    | Be'er Sheva   | Conch Arena            | 3,000     |
| Hapoel Eilat          | Eilat         | Begin Arena            | 1,490     |
| Hapoel Gilboa Galil   | Gan Ner       | Gan Ner Sports Hall    | 2,100     |
| Hapoel Holon          | Holon         | Holon Toto Hall        | 5,500     |
| Hapoel Jerusalem      | Jerusalem     | Jerusalem Payis Arena  | 11,000    |
| Hapoel Tel Aviv       | Tel Aviv      | Drive in Arena         | 3,504     |
| Ironi Nahariya        | Nahariya      | Ein Sarah              | 2,500     |
| Ironi Nes Ziona       | Ness Ziona    | Lev Hamoshava          | 1,200     |
| Maccabi Ashdod        | Ashdod        | HaKiriya Arena         | 2,200     |
| Maccabi Rishon LeZion | Rishon LeZion | Beit Maccabi Rishon    | 2,500     |
| Maccabi Tel Aviv      | Tel Aviv      | Menora Mivtachim Arena | 10,383    |

## Resultados

### Temporada regular
| Pos. | Equipo                | PJ | G  | P  | PF   | PC   | DP   | Pts | Clasificación o descenso   |
| ---- | --------------------- | -- | -- | -- | ---- | ---- | ---- | --- | -------------------------- |
| 1    | Maccabi Tel Aviv      | 32 | 26 | 6  | 2936 | 2507 | +429 | 58  | Clasificados para playoffs |
| 2    | Hapoel Jerusalem      | 32 | 24 | 8  | 2903 | 2635 | +268 | 56  | Clasificados para playoffs |
| 3    | Hapoel Holon          | 32 | 24 | 8  | 2818 | 2738 | +80  | 56  | Clasificados para playoffs |
| 4    | Hapoel Eilat          | 32 | 22 | 10 | 2782 | 2554 | +228 | 54  | Clasificados para playoffs |
| 5    | Ironi Nes Ziona       | 32 | 15 | 17 | 2738 | 2775 | −37  | 47  | Clasificados para playoffs |
| 6    | Maccabi Rishon LeZion | 32 | 14 | 18 | 2583 | 2657 | −74  | 46  | Clasificados para playoffs |
| 7    | Hapoel Be'er Sheva    | 32 | 14 | 18 | 2620 | 2615 | +5   | 46  | Clasificados para playoffs |
| 8    | Hapoel Tel Aviv       | 32 | 13 | 19 | 2674 | 2667 | +7   | 45  | Clasificados para playoffs |
| 9    | Hapoel Gilboa Galil   | 32 | 12 | 20 | 2709 | 2946 | −237 | 44  |                            |
| 10   | Maccabi Ashdod        | 32 | 12 | 20 | 2641 | 2848 | −207 | 44  |                            |
| 11   | Ironi Nahariya        | 32 | 9  | 23 | 2468 | 2721 | −253 | 41  |                            |
| 12   | Bnei Herzliya         | 32 | 7  | 25 | 2460 | 2669 | −209 | 39  | Desciende a Liga Leumit    |

 Fuente: Basket.co.il

### Resultados

#### Rondas 1 a 22
| Local \ Visitante     | BHE   | HBS    | HEI     | HGG     | HHO   | HJE    | HTA    | INA    | INZ    | MAS    | MRL   | MTA     |
| --------------------- | ----- | ------ | ------- | ------- | ----- | ------ | ------ | ------ | ------ | ------ | ----- | ------- |
| Bnei Herzliya         | —     | 75–84  | 81–100  | 105–78  | 82–85 | 73–83  | 68–88  | 61–63  | 62–81  | 70–75  | 74–67 | 77–87   |
| Hapoel Be'er Sheva    | 87–74 | —      | 88–85   | 83–76   | 70–72 | 88–89  | 105–73 | 85–75  | 78–90  | 87–70  | 81–84 | 76–99   |
| Hapoel Eilat          | 81–75 | 88–66  | —       | 107–74  | 76–82 | 70–82  | 95–89  | 77–71  | 105–85 | 102–77 | 96–81 | 70–83   |
| Hapoel Gilboa Galil   | 90–89 | 68–82  | 70–88   | —       | 75–85 | 101–99 | 91–96  | 85–81  | 95–84  | 103–95 | 92–77 | 98–94   |
| Hapoel Holon          | 86–78 | 86–78  | 108–102 | 112–106 | —     | 101–82 | 78–75  | 78–72  | 78–88  | 88–84  | 85–81 | 100–95  |
| Hapoel Jerusalem      | 98–77 | 89–79  | 83–99   | 94–81   | 94–74 | —      | 87–75  | 92–53  | 90–82  | 104–94 | 94–76 | 78–89   |
| Hapoel Tel Aviv       | 76–77 | 68–73  | 100–81  | 76–86   | 74–92 | 86–90  | —      | 76–90  | 90–78  | 89–95  | 78–64 | 104–94  |
| Ironi Nahariya        | 77–93 | 61–86  | 75–93   | 87–89   | 98–95 | 86–80  | 59–80  | —      | 85–76  | 86–92  | 75–89 | 77–87   |
| Ironi Nes Ziona       | 81–79 | 105–84 | 82–80   | 83–76   | 95–96 | 74–90  | 85–89  | 103–93 | —      | 70–82  | 93–95 | 83–81   |
| Maccabi Ashdod        | 94–73 | 84–99  | 68–85   | 79–80   | 71–94 | 64–87  | 81–78  | 93–74  | 80–75  | —      | 80–90 | 100–104 |
| Maccabi Rishon LeZion | 77–72 | 71–66  | 72–75   | 107–99  | 70–78 | 77–72  | 62–85  | 75–58  | 84–90  | 92–79  | —     | 92–94   |
| Maccabi Tel Aviv      | 88–70 | 66–64  | 101–91  | 105–77  | 99–66 | 91–78  | 89–57  | 78–61  | 87–82  | 103–59 | 98–64 | —       |

#### Rondas 23 a 33
| Local \ Visitante     | BHE   | HBS    | HEI   | HGG    | HHO     | HJE    | HTA    | INA   | INZ    | MAS    | MRL   | MTA    |
| --------------------- | ----- | ------ | ----- | ------ | ------- | ------ | ------ | ----- | ------ | ------ | ----- | ------ |
| Bnei Herzliya         | —     |        | —     | —      | —       | 69–76  | —      | —     | —      | 86–97  | 74–66 | 58–102 |
| Hapoel Be'er Sheva    | —     | —      | —     | 104–77 | —       | 89–118 | —      | —     | 91–103 | 88–97  | 77–53 | 64–96  |
| Hapoel Eilat          | 74–73 | 64–52  | —     | —      | 87–72   | —      | 85–76  | 90–69 | 89–77  | —      | —     | —      |
| Hapoel Gilboa Galil   | 81–95 | —      | 91–82 | —      | 73–94   | —      | 70–92  | 96–93 |        | —      | —     | —      |
| Hapoel Holon          | 88–85 | 89–78  | —     | —      | —       | 99–108 | 97–89  | 77–88 | 84–97  | —      | —     | —      |
| Hapoel Jerusalem      | —     | —      | 78–81 | 104–87 | —       | —      | —      | —     | 100–73 | 92–82  | 91–80 | 98–92  |
| Hapoel Tel Aviv       | 90–73 | 102–96 | —     | —      | —       |        | —      | —     | —      | 104–76 | —     | 76–85  |
| Ironi Nahariya        | 72–76 | 68–92  | —     | —      | —       | 93–103 | 78–69  | —     | —      | —      | —     |        |
| Ironi Nes Ziona       | 97–86 | —      | —     | —      | —       | —      | 100–98 | 75–77 | —      | 92–101 | 85–84 | —      |
| Maccabi Ashdod        | —     | —      | 74–92 | 94–86  |         | —      | —      | 88–89 | —      | —      | 66–93 | —      |
| Maccabi Rishon LeZion | —     | —      |       | 92–88  | 102–105 | —      | 87–76  | 92–84 | —      | —      | —     | —      |
| Maccabi Tel Aviv      | —     | —      | 99–92 | 88–70  | 86–94   | —      | —      | —     | 86–74  | 90–73  | 97–87 | —      |

## Playoffs
| Equipo 1             | Series | Equipo 2                 | 1.er partido | 2.º partido | 3.er partido | 4.º partido | 5.º partido |
| -------------------- | ------ | ------------------------ | ------------ | ----------- | ------------ | ----------- | ----------- |
| (1) Maccabi Tel Aviv | 3–0    | Hapoel Tel Aviv (8)      | 89–67        | 85–72       | 87–63        | —           | —           |
| (4) Hapoel Eilat     | 3–1    | Ironi Nes Ziona (5)      | 96–89        | 84–95       | 84–76        | 98-90       | —           |
| (3) Hapoel Holon     | 1–3    | Maccabi Rishon LeZion(6) | 84–95        | 85–95       | 100–79       | 76-92       | —           |
| (2) Hapoel Jerusalem | 3–0    | Hapoel Be'er Sheva (7)   | 85–68        | 99–75       | 95–77        | —           | —           |

### Final Four
|  | Semifinales           | Semifinales           |                  |    | Final | Final |
|  |                       |                       |                  |    |       |       |
|  | 10 de junio           |                       |                  |    |       |       |
|  |                       |                       |                  |    |       |       |
|  | Maccabi Tel Aviv      | 85                    |                  |    |       |       |
|  | Maccabi Tel Aviv      | 85                    | 13 de junio      |    |       |       |
|  | Hapoel Eilat          | 83                    |                  |    |       |       |
|  | Hapoel Eilat          | 83                    | Maccabi Tel Aviv | 89 |       |       |
|  | 10 de junio           |                       | Maccabi Tel Aviv | 89 |       |       |
|  |                       | Maccabi Rishon LeZion | 75               |    |       |       |
|  | Hapoel Jerusalem      | Maccabi Rishon LeZion | 75               | 86 |       |       |
|  | Hapoel Jerusalem      |                       |                  | 86 |       |       |
|  | Maccabi Rishon LeZion | 92                    |                  |    |       |       |
|  | Maccabi Rishon LeZion | 92                    |                  |    |       |       |

## Estadísticas
Hasta el 21 de mayo de 2019.
| Rank | Nombre           | Equipo               | PPP  |
| ---- | ---------------- | -------------------- | ---- |
| 1.   | Mark Tollefsen   | Maccabi Ashdod B.C.  | 20.4 |
| 2.   | Corey Walden     | Hapoel Holon         | 18.7 |
| 3.   | Greg Whittington | Hapoel Gilboa Galil  | 18.4 |
| 4.   | Elijah Bryant    | Hapoel Eilat B.C.    | 17.6 |
| 5.   | Daequan Cook     | Ironi Nes Ziona B.C. | 17.1 |

| Rank | Nombre         | Equipo                     | APP |
| ---- | -------------- | -------------------------- | --- |
| 1.   | Avi Ben-Chimol | Hapoel Eilat B.C.          | 7.8 |
| 2.   | Paul Stoll     | Maccabi Ashdod B.C.        | 7.7 |
| 3.   | Raviv Limonad  | Bnei Herzliya              | 5.5 |
| 4.   | Alex Hamilton  | Maccabi Rishon LeZion B.C. | 5.4 |
| 5.   | Corey Walden   | Hapoel Holon               | 5.1 |

| Rank | Nombre           | Equipo                  | RPP |
| ---- | ---------------- | ----------------------- | --- |
| 1.   | Greg Whittington | Hapoel Gilboa Galil     | 9.6 |
| 2.   | Jakim Donaldson  | Hapoel Be'er Sheva B.C. | 9.4 |
| 3.   | James Kelly      | Hapoel Gilboa Galil     | 7.9 |
| 4.   | Lis Shoshi       | Maccabi Ashdod B.C.     | 7.7 |
| 5.   | J. P. Tokoto     | Hapoel Eilat            | 7.6 |

| Rank | Nombre         | Equipo                | TPP |
| ---- | -------------- | --------------------- | --- |
| 1.   | Eric Griffin   | Ironi Nahariya        | 2.1 |
| 2.   | TaShawn Thomas | Hapoel Jerusalem B.C. | 1.4 |
| 3.   | Lis Shoshi     | Maccabi Ashdod B.C.   | 1.2 |
| 4.   | Tarik Black    | Maccabi Tel Aviv B.C. | 1.1 |
| 5.   | Alex Tyus      | Maccabi Tel Aviv B.C. | 1.1 |

## Galardones

### Jugador de la semana
| Jornada   | Jugador               | Equipo              | Eficiencia | Ref     |
| Octubre   | Octubre               | Octubre             | Octubre    | Octubre |
| --------- | --------------------- | ------------------- | ---------- | ------- |
| 1         | Myke Henry (1/2)      | Ironi Nahariya      | 27         | [ 4 ]   |
| 2         | Taylor Braun          | Hapoel Be'er Sheva  | 36         | [ 5 ]   |
| 3         | Bryant Crawford (1/2) | Hapoel Gilboa Galil | 28         | [ 6 ]   |
| 4         | Ian Miller            | Hapoel Gilboa Galil | 34         | [ 7 ]   |
| Noviembre |                       |                     |            |         |
| 5         | Bryant Crawford (2/2) | Hapoel Gilboa Galil | 28         | [ 8 ]   |
| 6         | Paul Stoll            | Maccabi Ashdod      | 40         | [ 9 ]   |
| 7         | James Feldeine (1/2)  | Hapoel Jerusalem    | 20         | [ 10 ]  |
| Diciembre |                       |                     |            |         |
| 9         | Daequan Cook (1/2)    | Ironi Nes Ziona     | 19         | [ 11 ]  |
| 10        | Tal Dunne             | Ironi Nes Ziona     | 28         | [ 12 ]  |
| Enero     |                       |                     |            |         |
| 12        | JP Tokoto             | Hapoel Eilat        | 45         | [ 13 ]  |
| 13        | Corey Walden (1/4)    | Hapoel Holon        | 35         | [ 14 ]  |
| 14        | Corey Walden (2/4)    | Hapoel Holon        | 46         | [ 15 ]  |
| 15        | Gary Browne           | Ironi Nes Ziona     | 36         | [ 16 ]  |
| Febrero   |                       |                     |            |         |
| 17        | James Kelly           | Hapoel Gilboa Galil | 31         | [ 17 ]  |
| 18        | Jake Pemberton        | Maccabi Ashdod      | 31         | [ 18 ]  |
| Marzo     |                       |                     |            |         |
| 21        | Shawn Jones           | Hapoel Holon        | 30         | [ 19 ]  |
| 22        | Darion Atkins         | Hapoel Holon        | 38         | [ 20 ]  |
| 23        | Myke Henry (2/2)      | Ironi Nahariya      | 28         | [ 21 ]  |
| Abril     |                       |                     |            |         |
| 24        | Corey Walden (3/4)    | Hapoel Holon        | 36         | [ 22 ]  |
| 25        | Daequan Cook (2/2)    | Ironi Nes Ziona     | 29         | [ 23 ]  |
| 27        | Greg Whittington      | Hapoel Gilboa Galil | 41         | [ 24 ]  |
| 28        | Xavier Rathan-Mayes   | Bnei Herzliya       | 25         | [ 25 ]  |
| 29        | James Feldeine (2/2)  | Hapoel Jerusalem    | 32         | [ 26 ]  |
| Mayo      |                       |                     |            |         |
| 30        | Mark Tollefsen        | Maccabi Ashdod      | 29         | [ 27 ]  |
| 31        | Corey Walden (4/4)    | Hapoel Holon        | 43         | [ 28 ]  |
| 32        | Amit Gershon          | Hapoel Be'er Sheva  | 37         | [ 29 ]  |

### Jugador del mes
| Mes       | Jornadas | Jugador           | Equipo           | Eficiencia | Ref    |
| --------- | -------- | ----------------- | ---------------- | ---------- | ------ |
| Octubre   | 1–4      | John DiBartolomeo | Maccabi Tel Aviv | 21.0       | [ 30 ] |
| Noviembre | 5–8      | Elijah Bryant     | Hapoel Eilat     | 23.3       | [ 31 ] |
| Diciembre | 9–11     | Tal Dunne         | Ironi Nes Ziona  | 21.7       | [ 32 ] |
| Enero     | 12–15    | Corey Walden      | Hapoel Holon     | 39.8       | [ 33 ] |
| Febrero   | 16–19    | J'Covan Brown     | Hapoel Jerusalem | 23.7       | [ 34 ] |
| Marzo     | 20–23    | Suleiman Braimoh  | Hapoel Eilat     | 27.3       | [ 35 ] |
| Abril     | 24–28    | James Feldeine    | Hapoel Jerusalem | 26.3       | [ 36 ] |

### Jugador israelí del mes
| Mes       | Jornadas | Jugador           | Equipo           | Eficiencia | Ref    |
| --------- | -------- | ----------------- | ---------------- | ---------- | ------ |
| Octubre   | 1–4      | –                 | –                | –          | –      |
| Noviembre | 5–8      | Tomer Ginat       | Hapoel Tel Aviv  | 20.0       | [ 37 ] |
| Diciembre | 9–11     | –                 | –                | –          | –      |
| Enero     | 12–15    | Yovel Zoosman     | Maccabi Tel Aviv | 14.4       | [ 38 ] |
| Febrero   | 16–19    | Tomer Ginat (2/2) | Hapoel Tel Aviv  | 17.0       | [ 39 ] |
| Marzo     | 20–23    | Guy Pnini         | Hapoel Holon     | 16.0       | [ 40 ] |
| Abril     | 24–28    | Amar'e Stoudemire | Hapoel Jerusalem | 17.8       | [ 41 ] |

### Entrenador del mes
| Mes       | Jornadas           | Entrenador           | Equipo                | G-P    | Ref.   |
| --------- | ------------------ | -------------------- | --------------------- | ------ | ------ |
| Octubre   | 1–4                | Ariel Beit-Halahmy   | Hapoel Gilboa Galil   | 3–1    | [ 42 ] |
| Noviembre | 5–8                | Sharon Drucker       | Hapoel Eilat          | 4–0    | [ 43 ] |
| Diciembre | 9–11               | Nadav Zilberstein    | Ironi Nes Ziona       | 3–0    | [ 44 ] |
| Enero     | 12–16              | Guy Goodes           | Maccabi Rishon LeZion | 4–1    | [ 45 ] |
| Febrero   | 17–19              | Oded Kattash         | Hapoel Jerusalem      | 3–0    | [ 46 ] |
| Marzo     | 20–24              | Rami Hadar           | Hapoel Be'er Sheva    | 4–1    | [ 47 ] |
| Abril     | 24–29              | Sharon Drucker (2/2) | Hapoel Eilat          | 5–1    | [ 48 ] |
| Mayo      |                    |                      |                       |        |        |
| 30        | Mark Tollefsen     | Maccabi Ashdod       | 29                    | [ 27 ] |        |
| 31        | Corey Walden (4/4) | Hapoel Holon         | 43                    | [ 28 ] |        |